# Liste der Biografien/Seiz
Liste der Biografien |
Portal Biografien |
Personensuche
# |
A |
B |
C |
D |
E |
F |
G |
H |
I |
J |
K |
L |
M |
N |
O |
P |
Q |
R |
S |
T |
U |
V |
W |
X |
Y |
Z |
?
 
Sa |
Sb |
Sc |
Sd |
Se |
Sf |
Sg |
Sh |
Si |
Sj |
Sk |
Sl |
Sm |
Sn |
So |
Sp |
Sq |
Sr |
Ss |
St |
Su |
Sv |
Sw |
Sy |
Sz
 
Sea |
Seb |
Sec |
Sed |
See |
Sef |
Seg |
Seh |
Sei |
Sej |
Sek |
Sel |
Sem |
Sen |
Seo |
Sep |
Seq |
Ser |
Ses |
Set |
Seu |
Sev |
Sew |
Sex |
Sey |
Sez
 
Seib |
Seic |
Seid |
Seie |
Seif |
Seig |
Seij |
Seik |
Seil |
Seim |
Sein |
Seip |
Seir |
Seis |
Seit |
Seiu |
Seiv |
Seiw |
Seix |
Seiz
Die Liste der Biografien führt alle Personen auf, die in der deutschsprachigen Wikipedia einen Artikel haben. Dieses ist eine Teilliste mit 19 Einträgen von Personen, deren Namen mit den Buchstaben „Seiz“ beginnt.

## Seiz
- Seiz, Andrei (* 1986), kasachischer Radrennfahrer
- Seiz, Carl (1816–1899), deutscher Politiker (NLP), MdR
- Seiz, Dieter (* 1938), deutscher Wasserballspieler
- Seiz, Dietmar (* 1942), deutscher Wasserballspieler
- Seiz, Erwin (1889–1951), deutscher Unternehmer und Politiker
- Seiz, Harald (* 1963), deutscher Unternehmer, Vortragsredner und Buchautor
- Seiz, Hubert (* 1960), Schweizer Radrennfahrer
- Seiz, Johann Ferdinand (1738–1793), deutscher evangelischer Theologe und Dichter des Pietismus
- Seiz, Johannes (1717–1779), deutscher Baumeister
- Seiz, Josef (1934–2010), deutscher Tischtennisspieler
- Seiz, Max (1927–2020), deutscher Bildhauer
- Seiz, Michael (* 1993), deutscher Handballspieler
- Seiz, Ralf, Schweizer Ökonom
- Seiz, Walter (1885–1966), deutscher Elektrotechniker

### Seize
- Seizer, Jason (* 1964), deutscher Tenorsaxophonist des Modern Jazz und Musikproduzent

### Seizi
- Seizinger, Daniel (1887–1942), deutscher Widerstandskämpfer
- Seizinger, Karl (1889–1978), deutscher Kupferstecher
- Seizinger, Katja (* 1972), deutsche SkirennläuferinKatja Seizinger (* 1972)

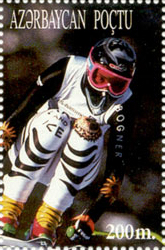
Katja Seizinger (* 1972)

- Seizinger, Kurt (1920–1996), deutscher Flottillenadmiral der Bundesmarine